# Baetodes alleni
Baetodes alleni is een haft uit de familie Baetidae. De wetenschappelijke naam van de soort is voor het eerst geldig gepubliceerd in 1993 door McCafferty & Provonsha.
De soort komt voor in het Nearctisch gebied.